# Solomon (Makuria)
Solomon war ein nubischer König, der das Reich von Makuria bis ungefähr 1079 regierte.
Als der rebellische Emir von Assuan Kanz ad-Daula um 1076 nach Nubien floh, verlangte der ägyptische Wesir Badr al-Dschamali seine Auslieferung, die Solomon auch gewährte. Wie die Patriarchengeschichte berichtet, zog sich Solomon um 1079 von der Herrschaft zurück, um Mönch zu werden. Die Königswürde übergab er, wie in Nubien üblich, dem Sohn seiner Schwester, Giorgios III. Aus dem Kloster wurde Solomon 1080 auf Veranlassung des Bruders des ausgelieferten Emirs nach Kairo entführt. Badr al-Dschamali war an der Entführung zwar nicht beteiligt, behielt den ehemaligen König aber als Staatsgefangenen in Kairo, wo er als Geisel für das Wohlverhalten seines Neffen diente. 